# Philip Aguirre y Otegui
Philip Aguirre y Otegui (Schoten, 1961) is een Belgisch schilder en beeldhouwer.

## Biografie
Philip Aguirre y Otegui is de zoon van de Bask Juan Martin Aguirre, die vluchtte tijdens de Spaanse Burgeroorlog in 1936. Hij studeerde beeldhouwen aan de Koninklijke Academie voor Schone Kunsten te Antwerpen.
Hij is een neef van tv-presentator Phara de Aguirre.

## Werken
Selectie van enkele belangrijke werken:
- 1996 - Fountein Antwerpen Kooikaai, beeld
- 2001 - Matrasdrager Brussels Airport, beeld
- 2005 - Fallen dictator, Middelheimmuseum, beeld
- 2009 - Gaalgui te Nieuwpoort, beeld
- 2009 - Algeciras acoge, beeld
- 2013 - Théatre Source te Douala, installatie
- Toeterman (De man van Vlaanderen) te Kaprijke

## Tentoonstellingen
Aguirre stelde meer dan 50 keer tentoon in groepstentoonstellingen en 40 keer in solotentoonstellinge. Hieronder een selectie. 
- 1994 - Centre d’Art Contemporain Témara Rabat, solo
- 1999 - Art Jonction,Galerie Annie Gentils (Nice), solo
- 2002 - La Bienal de Dakar (Dakar)
- 2008 - Middelheim Museum Antwerpen, solo
- 2009 - Beaufort Trienale (Oostende)
- 2013 - SUD-triënnale doual’art (Douala)
- 2013 - Mu.ZEE (Oostende), solo
- 2015 - Vormidable, Museum beelden aan zee (Den Haag), solo

## Erkentelijkheden
Mag de beeldjes leveren voor de Vlaamse Cultuurprijzen, 
- 2017 - International Award for Public Art voor zijn installatie Théatre Source uit 2010 in Douala, Kameroen uit 2010.
- Boek over zijn installatie Théatre Source van uitgeverij Ludion
- 2017 -  Het uitreiken van de Vlaamse cultuurprijs die gepaard gaat met het winnen van een beeldje van Aguirre wijzigt zijn naam naar de naam van het beeldje.[1]